# Benjamin Bloom
Benjamin Samuel Bloom (21. února 1913 Lansford – 13. září 1999 Chicago) byl americký psycholog, zaměřený na otázky výchovy a vzdělávání.
Pocházel z rodiny židovských přistěhovalců z Ruska. Vystudoval Pensylvánskou státní univerzitu a v roce 1942 získal doktorát na Chicagské univerzitě, kde poté působil ve zkušební komisi. Vytvořil koncepci mastery learning, založenou na individuálním přístupu a postupném zvládání učiva. V letech 1965 až 1966 byl předsedou Americké asociace pro výzkum vzdělávání a stál u zrodu programu prezidenta Lyndona B. Johnsona Head Start, kterým bylo zavedeno předškolní vzdělávání dětí z nemajetných rodin.
V roce 1956 vydal svoji nejznámější práci Taxonomy of Educational Objectives, na níž je založena Bloomova taxonomie. Zabýval se také otázkami spojenými s výchovou mimořádně nadaných dětí. V roce 1973 mu American Psychological Association udělila Thorndikeovu cenu.